# Aluminate de calcium

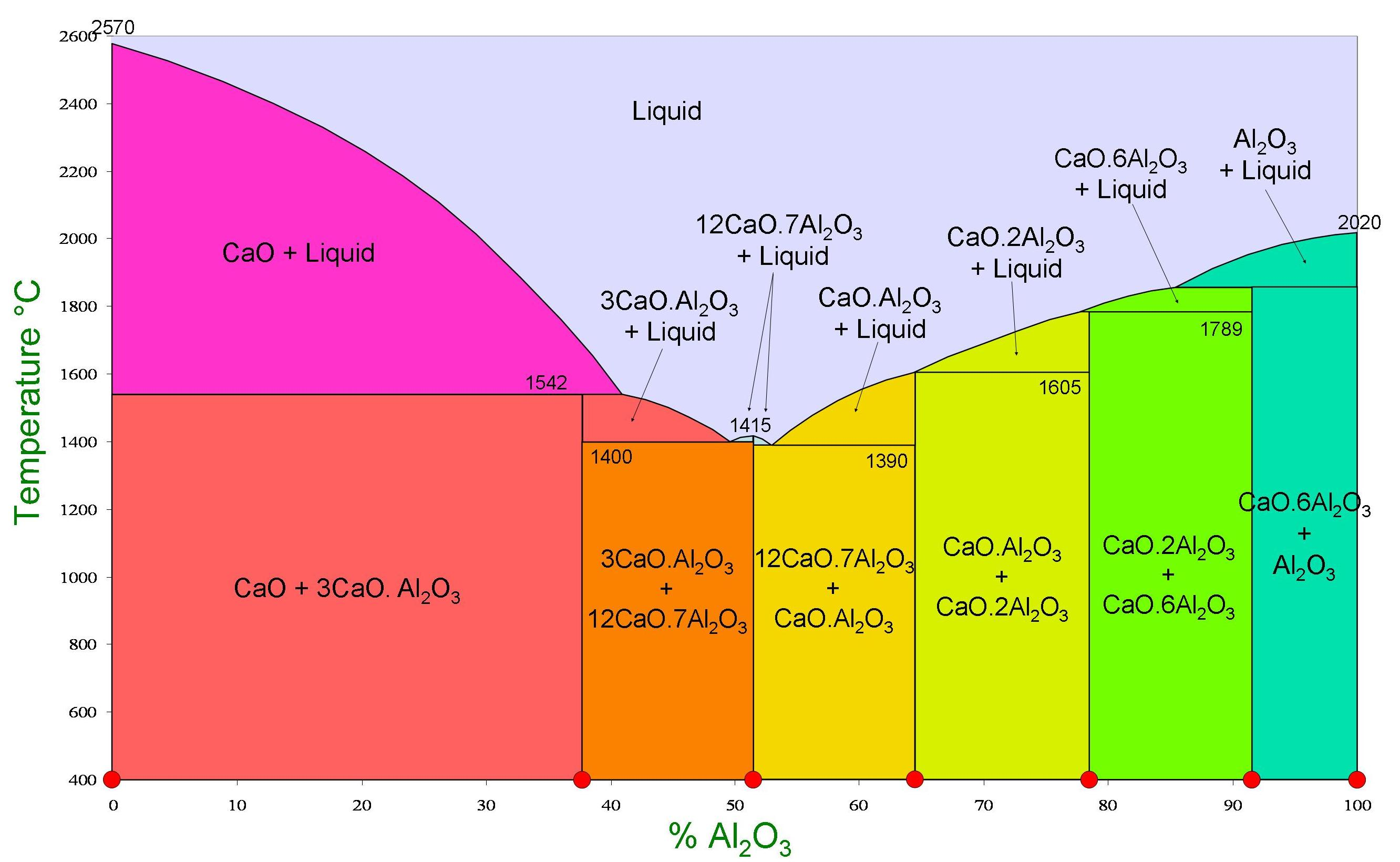
Diagramme de phase des aluminates de calcium.

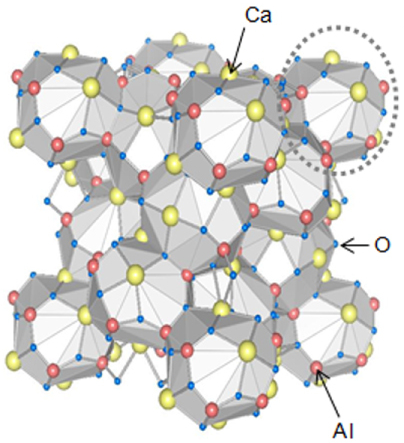
Structure cristalline de l'hepta-aluminate de dodéca-calcium, 12CaO·7Al_{2}O_{3} (C12A7).

Les aluminates de calcium sont obtenus par chauffage simultané de l'oxyde de calcium CaO et l'oxyde d'aluminium Al2O3 à des températures élevées. On les rencontre dans la fabrication de matériaux réfractaires et des ciments.
Les phases stables présentées dans le diagramme de phase formées sous pression atmosphérique et dans des conditions normales d'humidité sont :
- l'aluminate de tricalcium, 3CaO·Al2O3 (C3A) ;
- l'hepta-aluminate de dodéca-calcium, 12CaO·7Al2O3 (C12A7) (mayenite) ;
- l'aluminate de monocalcium, CaO·Al2O3 (CA) ;
- le dialuminate de monocalcium, CaO·2Al2O3 (CA2) ;
- l'hexa-aluminate de monocalcium, CaO·6Al2O3 (CA6).